# Cud (religia)

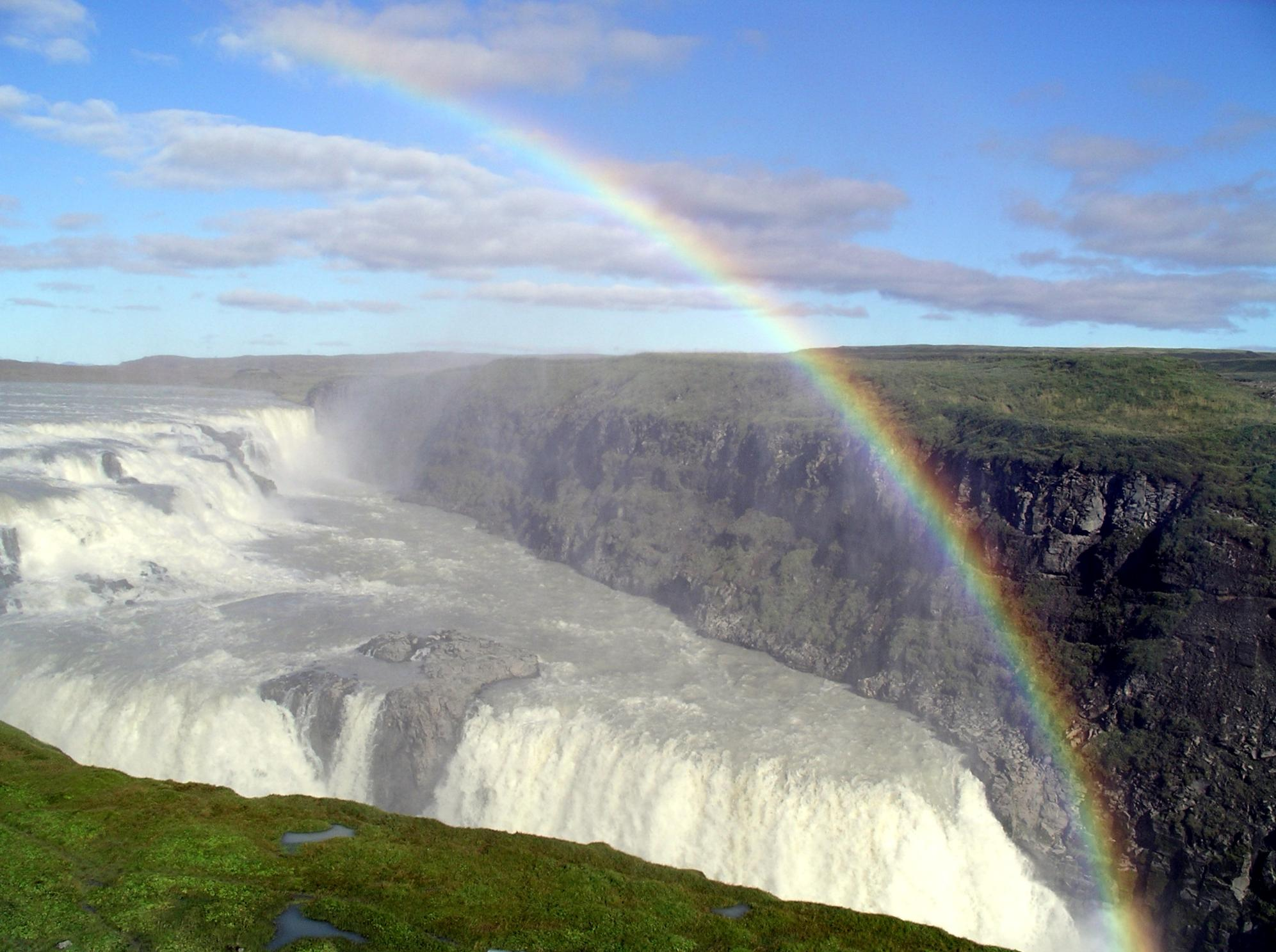
Za czasów Kartezjusza tęczę uznawano za cud.

Cud (z prasłowiańskiego *čudo: dziwo) – religijne określenie zjawiska lub zdarzenia, którego nie da się racjonalnie wyjaśnić przez odwołanie do przyczyn naturalnych, a które będąc niepojętym i niewyjaśnionym przez znane człowiekowi prawa natury, uważane bywa za sprzeczne z tymi prawami i za wyraz ingerencji Boga lub sił nadprzyrodzonych.
Pojęcie cudu występuje w różnych religiach (np. chrześcijaństwo, islam, judaizm, hinduizm, shintō, braminizm, taoizm). W buddyzmie i islamie brak jest cudów, którymi Budda i Mahomet urzeczywistnialiby swe posłannictwo religijne. Mahomet za jedyny cud uważał treść Koranu, a Budda – proces osiągania doskonałości na wskazanej przez siebie drodze do nirwany.
W XIII w. św. Tomasz z Akwinu podaje następującą definicję cudu: „Mówi się, że coś jest cudem, kiedy dzieje się poza porządkiem wszelkiego stworzenia”.
Za czasów Kartezjusza ludzie nie potrafili wyjaśnić, skąd się bierze zjawisko tęczy – stąd uważano je za cud, przejaw działalności Boga. W tym sensie sfera cudowności kurczy się w miarę postępu nauki: atomistyka wyjaśnia nawet przemianę jednych ciał w inne, ale z punktu widzenia religii prawdziwy cud nie jest zjawiskiem zewnętrznym, lecz dokonującym się wewnątrz człowieka cudem łaski, żalu za grzechy czy nawrócenia. W tym ścisłym znaczeniu zaistnienie albo niezaistnienie cudu nie musi mieć żadnego związku z postępami determinizmu w nauce.

## Rodzaje cudów

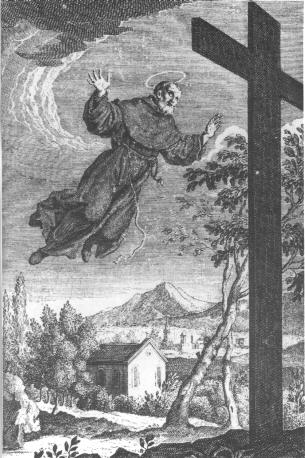
Lewitacja – zjawisko paranormalne uznawane za cud (Józef z Kupertynu).

Potocznie mianem cudu określa się zwykle wszelkie niewytłumaczalne zjawiska (również zjawiska paranormalne), a przymiotnika cudowny używa się jako synonimu przymiotnika piękny w sensie niezwykle piękny.
W naukach religioznawczych poddano cud analizie fenomenologicznej wraz z różnymi zjawiskami, którym wyznawcy przypisywali charakter boski (transcendentny) i wyróżniono:
- cuda mityczne – wszelkie wydarzenia dokonane przed zaistnieniem kosmosu (np. pochodzenie i narodziny różnych bóstw, czy też wyrażone w mitach poglądy na sposób powstawania świata), które miały miejsce zanim zaistniał czas[potrzebny przypis];
- cuda magiczne – dokonywane przez osoby przypisujące wyłącznie sobie znajomość działających tajemniczo praw natury (biała magia, zabobon)[potrzebny przypis];
- cuda religijne – wydarzenia nadzwyczajne, których jedynym celem nie jest stwarzanie czegoś, co uważa się za niemożliwe, lecz wywołanie u człowieka przeżycia spotkania z bogiem w celach zbawczych (przeżycie religijne, doświadczenie religijne)[2];
- cuda indeterminizmu – istnienie indeterminizmu jako takiego, jako wyraz działania wymiaru duchowego oraz wolnej woli (zwłaszcza ludzkiej), rozumiane jako cud sam w sobie, bądź wyraz obecności ducha – duszy(zwłaszcza ludzkiej), niemożność wyjaśnienia wszystkiego determinizmem dzisiejszej nauki i domniemaniu wskutek tego niemożności wyjaśnienia wszystkiego kiedykolwiek, skłaniające w wiarę w jakąś formę duchowości[potrzebny przypis].

Według Kościoła rzymskokatolickiego, wśród cudów religijnych wartość faktograficzną przyznaje się wydarzeniom nadzwyczajnym, którymi założyciele określonej religii lub jej reformatorzy osobiście uwierzytelniali swe religijne prerogatywy lub funkcje przed historycznymi świadkami, natomiast wydarzeniom nadzwyczajnym, za pomocą których dla celów religijnych stwarza się niezwykłe okoliczności gloryfikacyjne, towarzyszące narodzeniu, powołaniu, śmierci lub pogrzebowi założyciela lub reformatora religii (np. Budda, Mahomet, Mojżesz), zarówno w źródłach ustnych, jak też pisanych, przyznaje się w zasadzie jedynie wartość opowiadania literackiego (fikcja literacka), więc za cuda religijne nie powinno się więc uznawać wydarzeń nadzwyczajnych opisanych w mitach, legendach, hagadzie, apokryfach, fantastyce naukowej.

## Cuda według religii

### Chrześcijaństwo

#### Stary Testament

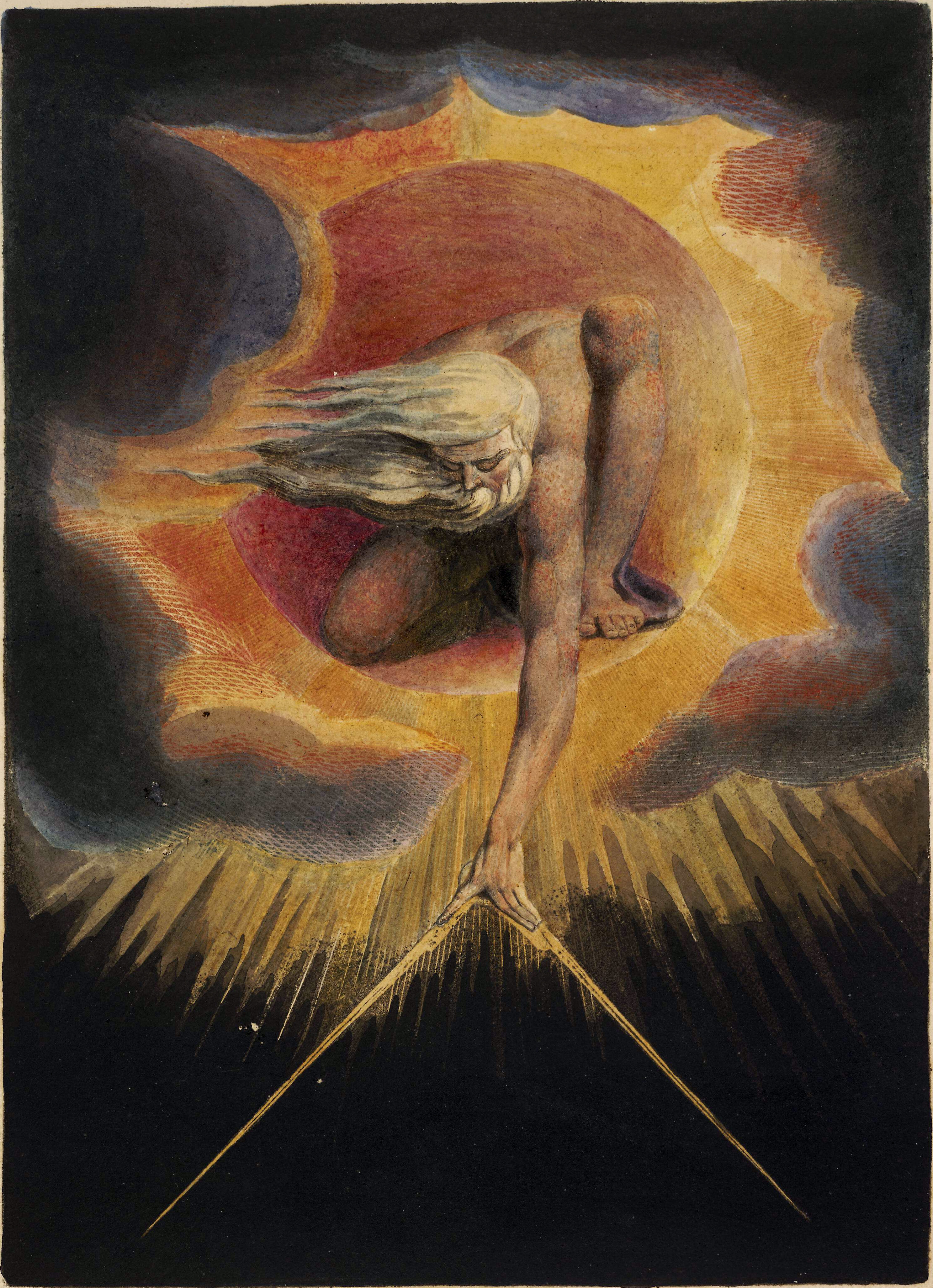
Cud stworzenia świata w wizji kontrowersyjnego mistyka, artysty i poety wyklętego Williama Blake’a.

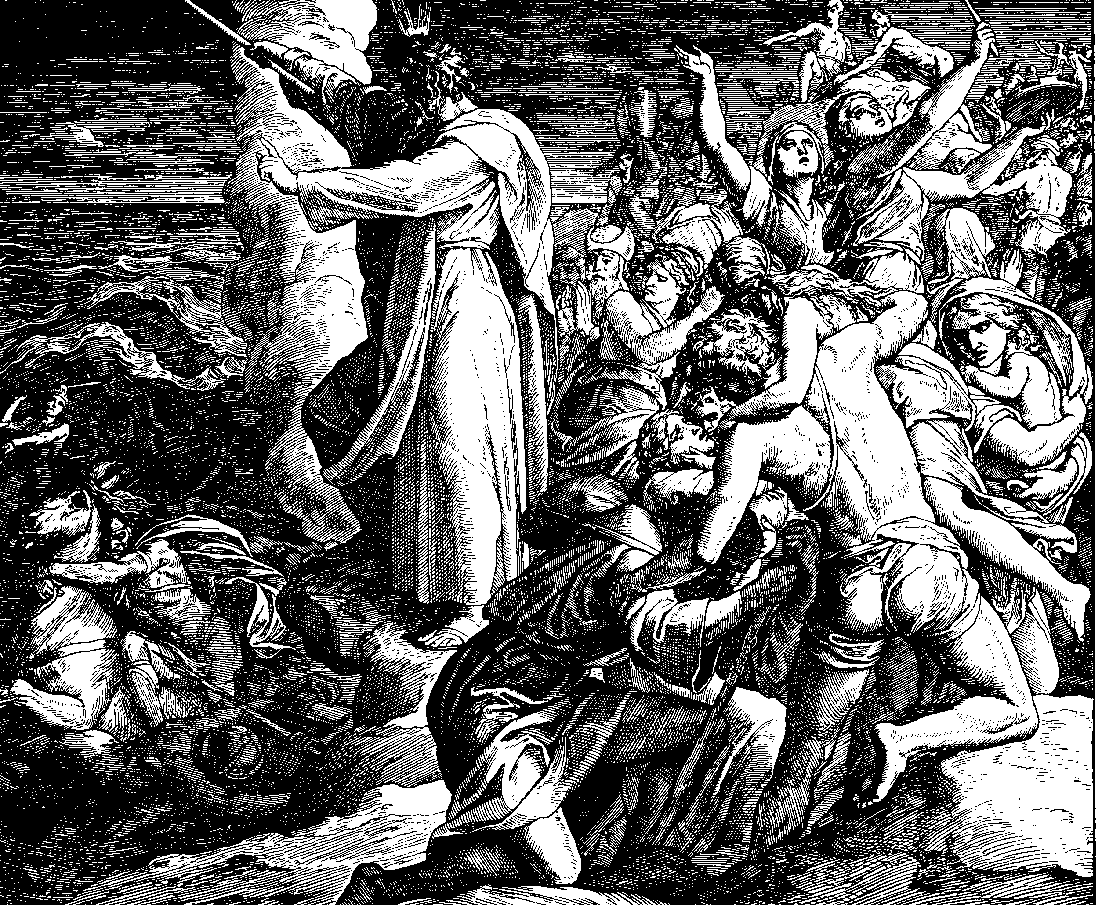
Przejście Izraelitów przez Morze Czerwone za sprawą cudu Mojżesza.

Stary Testament na określenie cudu używa najczęściej wyrażeń: oth – empiryczne doświadczenie rzeczy nadzwyczajnej lub naturalnej, które upewnia o wiarygodności ingerencji Boga w danym fakcie; geburoth – czyny pełne mocy Bożej; mofeth – objawienie się Boga w znaku; pele – zdziwienie faktem związanym z ingerencją Boga.
W teocentrycznej wizji świata ST nie akcentuje się różnicy między prawami naturalnymi a nadprzyrodzonym działaniem Boga; wszystko przypisuje się Jemu i do Niego odnosi. Dlatego za cuda uważa się nie tylko zdarzenia przekraczające prawa natury, ale także fakty naturalne czy opatrznościowe, w których dostrzega się zjawiska nadzwyczajne.
Przykładowe zdarzenia przekraczające prawa natury:
- wstrzymanie rytmu słońca i księżyca – Joz 10,12-13;
- zakwitnięcie laski Aarona – Lb 17,16-25;
- poczęcie u 90-letniej Sary – Rdz 17,17;
- zesłanie ognia z nieba – 1 Krl 18,38;
- wskrzeszenie zmarłych – 1 Krl 17,17-24; 2 Krl 4,33-37
- niektóre plagi egipskie – Wj 7-12.

Przykładowe fakty naturalne czy opatrznościowe, w których dostrzega się zjawiska nadzwyczajne:
- nadzwyczajna płodność ziemi – Iz 55,13;
- nagłe pojawienie się deszczu – Job 5,9-10;
- nagłe pojawienie się burzy – Job 37-5.

Za największe cuda Starego Testamentu uważa się:
- stworzenie świata i człowieka;
- cuda związane z wyjściem Narodu Wybranego z niewoli Egiptu oraz wędrówką do Kanaanu.

Do tych cudów często odwoływali się prorocy, by przywracać lub umacniać wiarę Izraelitów w Jahwe.
Ostatecznym sprawcą cudów ST był Bóg, który jednak posługiwał się wybranymi ludźmi: Mojżesz, Jozue, Eliasz, Elizeusz i inni prorocy, którzy mieli obwieszczać ludowi wolę Boga i interpretować Jego cudowne interwencje. Bóg obdarzał ich charyzmatyczną mocą czynienia cudów mających m.in. uwierzytelnić ich prorocze posłannictwo.

#### Nowy Testament
Cuda Jezusa – nadprzyrodzone czyny Jezusa, których według chrześcijan dokonał w okresie swojej działalności w Ziemi Świętej, jak to zostało opisane w Ewangeliach. Opisy cudów stanowią jedną trzecią materiału literackiego Ewangelii. Nowy Testament na określenie cudów używa podobnych terminów jak ST: dynameis (Mt 7,22; Mk 6,5; 9,39; Łk 19,37) – moc, dzieło mocy Bożej ukazane w fakcie cudownym; semeion (Mt 12,38; Mk 16,17; Łk 21,11; J 2,11) – znak Jezusa, w którym objawia się działanie i obecność Boga wzywająca człowieka do dialogu; ergon (J 5,36; 7,3) – zbawczy czyn Boga; terata – zdziwienie niezwykłym faktem (np. w odniesieniu do znaków fałszywych mesjaszy – Mk 13,22).
Według Biblii Jezus Chrystus dokonał wielu cudów. W Ewangeliach znajduje się 36 opisów cudów Jezusa i 12 wzmianek o Jego cudotwórczej działalności.
Ewangeliści te same wydarzenia cudowne komentowali w różny sposób, np. Marek w opisie uzdrowienia epileptyka ukazał triumf Pana życia nad śmiercią (Mk 9,14-29), Łukasz zaś dobroć Jezusa (Łk 9,37-43). U Marka opisy cudów Jezusa mają zwykle charakter epifanijny, u Mateusza – eklezjologiczny, a u Jana – eschatologiczny. Wśród dokonanych przez Jezusa cudów są:
- cuda nad naturą fizyczną (np. rozmnożenie chleba, zamiana wody w wino);
- uwolnienia opętanych od złych duchów – egzorcyzmy (np. opętany w synagodze w Kafarnaum – Mk 1,21-28; Łk 4,31-37; opętany niewidomy i niemy – Mt 12,22-23; Łk 11,14; opętany z Gerazy – Mt 8,28-34; Mk 5,1.20; Łk 8,26-39; opętany niemy – Mt 9,32-34; córka Kananejki – Mk 7,21-30; Mt 15,21-28; epileptyk – Mk 9,14-29; Mt 17,14-20; Łk 9,37-44; pochylona kobieta – Łk 13,10-17);
- uzdrowienia fizyczne (np. paralityków, epileptyków);
- wskrzeszenia umarłych (np. Łazarza).

Według Biblii największym cudem było zmartwychwstanie Jezusa, (naczelny dogmat wiary chrześcijańskiej).
Historyczność cudów Jezusa Chrystusa potwierdza Talmud żydowski (Sanhedrin 43a) oraz Testimonium Flavianum, jakkolwiek część badaczy świadectwo Flawiusza traktuje jako późniejszą interpolację. Zdaniem niektórych biblistów, arameizmy znajdujące się przy opisach cudów, mają potwierdzać ich historyczność. 
Jezus nie dokonywał cudów w sposób magiczny, nie czynił ich na żądanie i dla poklasku. Jego cudom towarzyszyła atmosfera religijna, a warunkiem dokonania się cudu była wiara (Mt 9,22; Mk 6,5-6; Łk 8,50). W wielu przypadkach cud prowadził do wiary (J 2,11).
Według Biblii Jezus przekazał swą moc czynienia cudów swoim uczniom i tym, którzy w Niego uwierzą (Mk 16,17).

#### Potestamentowe
Matka Boska ukazała się Bernardowi, obnażyła pierś i nakarmiła go mlekiem w ramach Lactatio Bernardi.
Miało miejsce też wiele cudów eucharystycznych.

### Islam

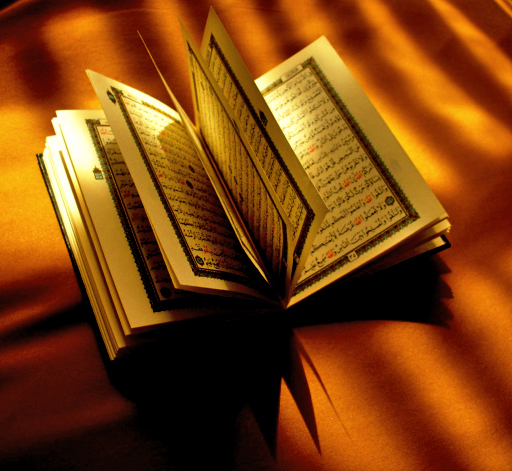
Koran – jedyny prawdziwy cud religijny według Mahometa

Koran oraz hadisy również mówią o licznych cudach. Były one dokonywane przez Allaha, niekiedy wykonywał to przy pomocy swoich proroków.

#### Mahomet
Według hadisów Mahomet dokonał wielu cudów takich jak: uzdrawianie, pomnożenie pokarmu, wymodlenie deszczu, czy też rozbicie księżyca.
Sam jednak Mahomet za jedyny cud religijny uważał treść Koranu otrzymaną drogą objawienia Bożego. Twierdził, że Koran jest w stanie uwierzytelnić wystarczająco jego prorockie posłannictwo, jeżeli przeciwnicy nie potrafią mu przeciwstawić analogicznego dzieła.

#### Jezus
Według islamu Jezus uzdrawiał trędowatych, przywracał wzrok ślepcom oraz wskrzeszał umarłych. Jego narodzenie odbyło się za ingerencją Boga, bez udziału ziemskiego ojca. Cudownie rozmnożył chleb i ryby. Przy Jego chrzcie słyszano głos Boga. Chodził po jeziorze i uspokajał burze. Czytał w myślach faryzeuszy. Po śmierci zmartwychwstał, a po czterdziestu dniach wstąpił do nieba.

### Hinduizm
Według hinduizmu cudów mogą dokonywać święci, którzy najczęściej są joginami lub ryszimi. Robią to swoją mocą jogiczną (ich moce nazywają się siddhi). Cuda spełniają się także za sprawą boga i aniołów. Do najczęstszych rodzajów cudów należą: uzdrawianie, wskrzeszanie, lewitacja, bilokacja, egzorcyzmy.

## Teologia fundamentalna

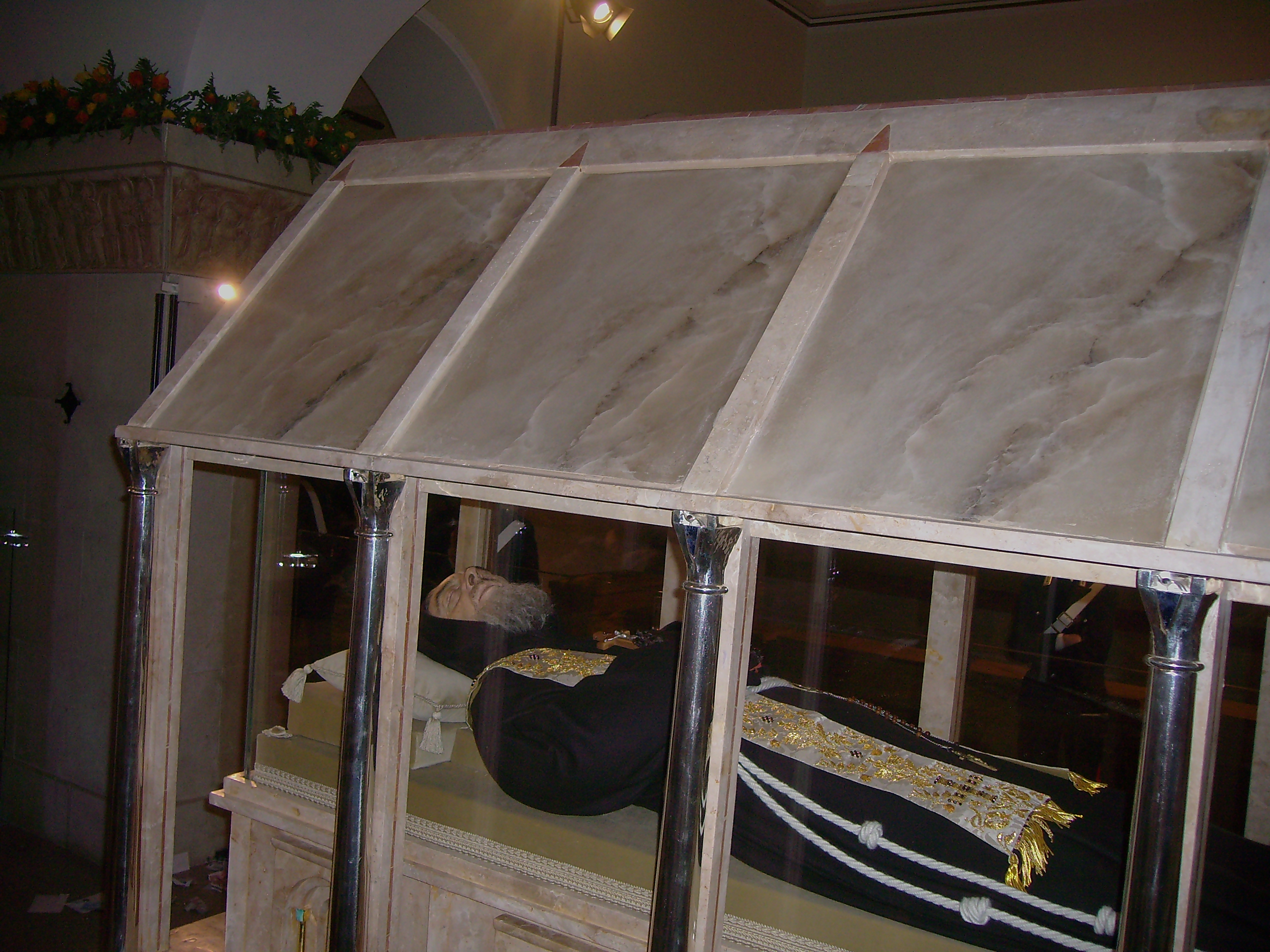
Święty Pius z Pietrelciny (Ojciec Pio) był stygmatykiem, rzekomo posiadał zdolność bilokacji oraz cudownego uzdrawiania chorych, a jego ciało nie uległo całkowitej biodegradacji po 40 latach od śmierci

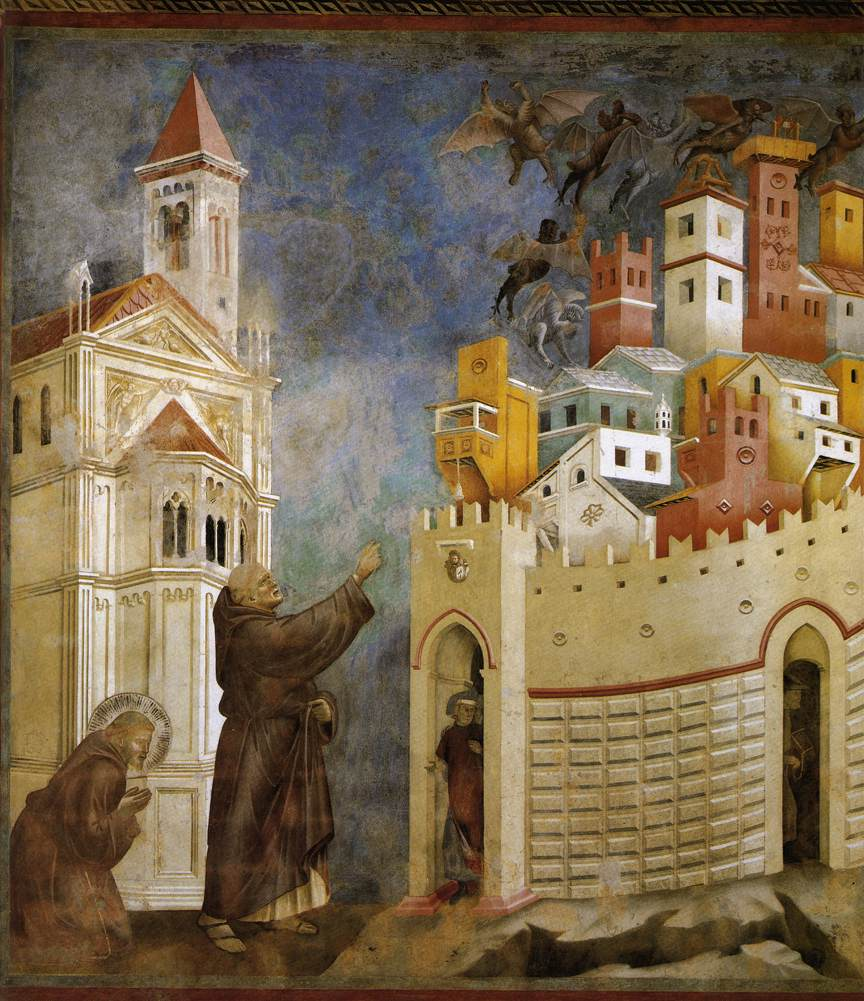
Święty Franciszek z Asyżu wypędza demony w Arezzo

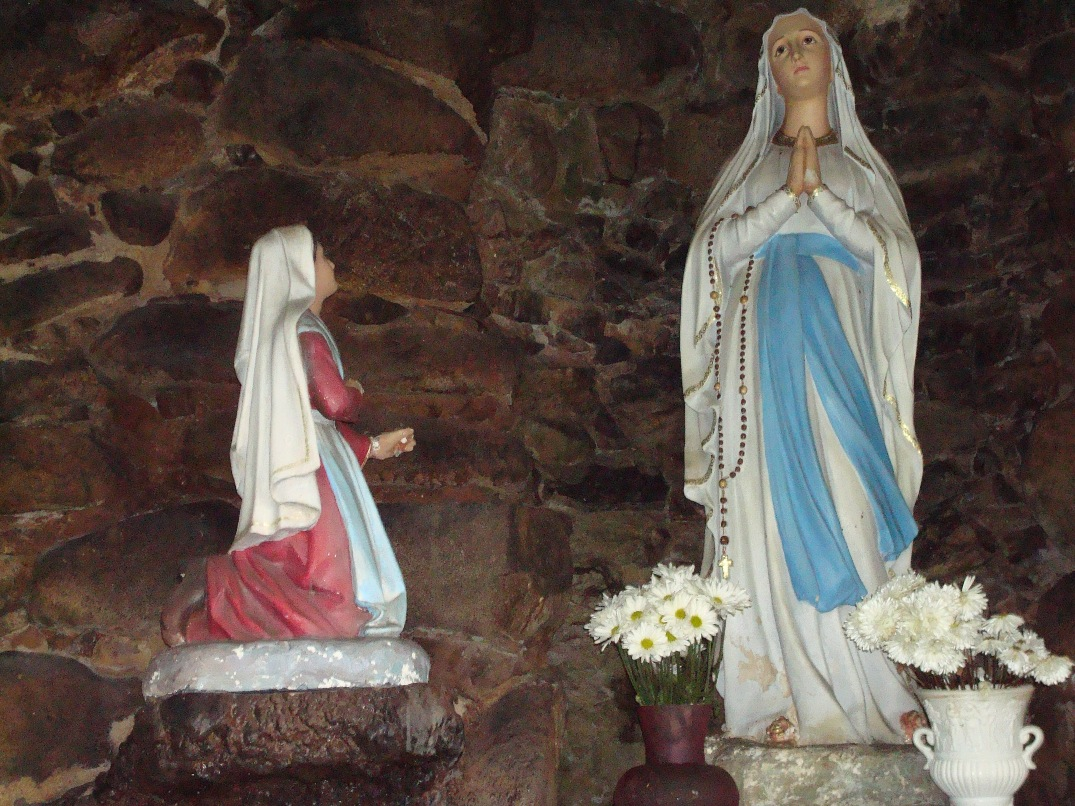
Święta Bernadeta Soubirous z Lourdes doświadczała cudownych objawień Maryi

Teologia fundamentalna powołuje się na cud jako znak wiarygodności objawienia chrześcijańskiego i współcześnie odchodzi od filozoficznego pojęcia cudu, tzn. cudu jako faktu, który przekracza siły całej natury, powracając do religijnego pojęcia cudu jako znaku Bożego, który interpretuje w kategoriach personalistycznych (akt osoby, która posługuje się znakiem materialnym jako narzędziem w celu nawiązania kontaktu z inną osobą).
Rozpoznanie cudu dokonuje się na płaszczyźnie religijnej i naukowej. Religijne rozpoznanie cudu polega na stwierdzeniu faktu nadzwyczajnego i jego interpretacji, np. interpretacji nagłego uzdrowienia dokonuje się w kontekście religijnym, poszukując przyczyny cudu i zrozumienia jego sensu (np. wysłuchana modlitwa).
Pewność cudu zwiększa zbieżność zeznań wielu świadków, którzy rozpoznali działanie Boga w cudownym zjawisku (np. uzdrowieniu). Ponieważ poznanie religijne cudu ma charakter przednaukowy, istnieje potrzeba naukowego rozpoznania. W procesie naukowego rozpoznania cudu bierze się pod uwagę m.in. nauki przyrodnicze, które badają, czy dane zjawisko niezwykłe jest wytłumaczalne w ramach znanych współczesnej nauce prawd przyrody. Proces naukowego rozpoznania cudu nie daje w efekcie oczywistego wniosku, ale dostarcza krytycznych podstaw rozumnego przyjęcia działania Boga.
Obok cudów uznawanych przez Kościół istnieją i inne niezwykłe zjawiska, np. płaczące obrazy, poruszenia figur, krwawiące hostie, stygmaty, burzenie się krwi św. Januarego w relikwiarzu w rocznice jego męczeństwa itp., co do których Kościół nie wypowiada się oficjalnie w sposób pozytywny, ponieważ trudno jest zrozumieć ich sens, gdy brak w nich wyraźnego kontekstu religijnego. Poza tym np. cud nierozkładającego się ciała nie jest warunkiem beatyfikacji czy kanonizacji.
W kwestii uznawania niezwykłych zjawisk za cuda Kościół zachowuje wyjątkową ostrożność, bowiem sprawa cudów dotyczy rzeczy zbawczych, a w tych Kościół nie może narażać siebie i wiernych na ryzyko błędu czy nawet niepewności.